# ニイガタ姉さん
ニイガタ姉さん（ニイガタねえさん）は、新潟県と関西を拠点に活動しているローカルタレント。新潟県非公認PRキャラクターを自称している。新潟県主催のイベント等にも出演している。

## 概要
大阪生まれ・大阪育ち・大阪在住である。新潟県をこよなく愛しており、イベントがある際は大阪からやって来る。
新潟県PRイベントの司会や企画運営を行ったり、新潟県内のローカルテレビ番組に出演するなどして新潟県のピーアールを行っている。徳利のコスチュームをしており、非常に強烈なキャラクターとして新潟市議会でも議事録に取り上げられている。

## メディア出演

### テレビ
- BSN水曜見ナイト - 「浮かばれたいコレクション」「ほんまですかクエスト」担当
- にいがたガタ部（新潟テレビ21）[9]
- 土曜ランチTV なじラテ。（2024年10月12日、新潟放送）[10]